# Zbigniew Szczypiński
Zbigniew Szczypiński (ur. 11 sierpnia 1939 w Gdyni) – polski socjolog i polityk, poseł na Sejm II kadencji.

## Życiorys
Ukończył w 1963 studia socjologiczne na Wydziale Filozoficznym Uniwersytetu Warszawskiego. Do 1981 pracował w pracowni socjologicznej Stoczni Gdańskiej. Był przewodniczącym gdańskiego oddziału Polskiego Towarzystwa Socjologicznego. Do 1981 należał do Polskiej Zjednoczonej Partii Robotniczej. Działał w pierwszej „Solidarności”. Po ponownej legalizacji związku, od 1991 kierował Ośrodkiem Badań Społecznych w zarządzie regionu NSZZ „Solidarność” w Gdańsku.
W 1994 po śmierci Haliny Licnerskiej objął mandat posła na Sejm II kadencji. Został wybrany w okręgu gdańskim z listy Unii Pracy. Zasiadał w Komisji Obrony Narodowej, Komisji Transportu, Łączności, Handlu i Usług, Komisji Nadzwyczajnej do rozpatrzenia projektów ustaw dotyczących reformy Centrum Administracyjnego i Gospodarczego Rządu oraz w Komisji Polityki Społecznej. Był także członkiem dziewięciu podkomisji. W trakcie kadencji opuścił UP, w 1997 bez powodzenia ubiegał się o reelekcję z listy Sojuszu Lewicy Demokratycznej. W 2009 przystąpił do Polskiej Partii Socjalistycznej, wszedł w skład rady naczelnej tej partii. Opuścił PPS w 2010.